# Fernandocrambus horoscopus
Fernandocrambus horoscopus là một loài bướm đêm trong họ Crambidae.